# 모토로라 드로이드 울트라
모토로라 드로이드 울트라(영어: Motorola Droid Ultra XT1080)는 모토로라 모빌리티에서 제작한 안드로이드 스마트폰이다. 출시당시 안드로이드 4.2.2 젤리빈을 탑재하였다.

## 제품명
본제품명은 모토로라 드로이드 울트라이다. 드로이드는 미국 버라이즌통신사에서 모토로라 제품군을 출시할 때 사용하는 이름이지만, 이번제품에는 제품명에 드로이드가 포함된다.

## 애플리케이션 프로세서 (AP)
이 모델에 처음으로 모토로라 X8 모바일 컴퓨팅 시스템을 탑재하였으며, 차후 모토로라 모토 X에도 탑재되었다.

## 출시국가

### LTE모델
- 미국

## 색상
- 레드 (기본색상)
- 스페이스 블랙

## 드로이드 맥스
모토로라는 드로이드 울트라의 배터리를 높은 용량의 배터리로 바꾼 모토로라 드로이드 맥스(영어: Motorola Droid MAXX XT1080)를 출시했다. 레이저 맥스는 3500mAh 리튬 이온 배터리, 원래 레이저의 2130mAh 배터리 대비 75 % 증가되었다. 배터리의 두께로 인해, 레이저맥스는 전체 두께가 8.5mm로 늘어나게 되었다. 배터리를 제외하면 모든것이 드로이드 울트라와 같다.